# Tokio
Pour les articles homonymes, voir Tokyo (homonymie).
Tokio est un groupe de rock japonais composé de cinq membres dans le cadre de la Johnny & Associates, formé en 1990, ayant commencé leur carrière professionnelle en 1994.

## Membres
- Tomoya Nagase (長瀬 智也?), chant, 7 novembre 1978
- Masahiro Matsuoka (松岡 昌宏?), batterie, 11 janvier 1977
- Taichi Kokubun (国分 太一?), clavier, 2 septembre 1974
- Yamaguchi Tatsuya (山口 達也?), basse, 10 janvier 1972
- Shigeru Joshima (城島 茂?), guitare, 17 novembre 1970

## Biographie
Taichi Kokubun,a commencé sa carrière, tout comme ses collègues "SMAP", en tant que simples danseur à l'arrière plan. Une fois que le public fut familiarisé avec ses nombreuses apparitions télévisées, le label décida de lui faire commencer des carrières en tant qu'artistes à part entière.
Alors que "SMAP" faisait déjà ses débuts en 1991, il s'écoula un certain temps avant que le groupe "Tokio", tel que nous le connaissons aujourd'hui ne prenne forme. Tout d'abord, deux d'entre eux, Joushima Shigeru et Yamaguchi Tatsuya formèrent le groupe "Joushima Band", et ce n'est qu'en 1990 que Johnny Kitagawa (le directeur de la firme Johnny's Entertainment) décida de les réunir tous les cinq, sous le nom de "Tokio".
Quelques années plus tard, en 1994, leur premier single "Love You Only", fut disponible à la vente. Juste après, Kojima Hiromu, quitta le groupe et fut remplacé par Nagase Tomoya.
En 2001, ils changèrent de Label, passant de Sony Music Entertainment à Universal Music. Masahiro Matsuoka a dirigé les vidéos de promotion de la musique de Tokio depuis leur Single "Ding-Dong" de décembre 2002.
Le Groupe a à son actif 14 Albums et 37 Singles, Comprenant Les titres incontournables tels que "Ambitious Japan", (Chanson thème pour le Train JR Nozomi en 2003), "Transistor G Girl" (Thème musical pour la Pub du JR NOZOMI Shinkansen en 2004), "Mr. Traveling Man" (Générique du Drama de la Chaîne TBS "Yaoh" en février 2006) et "Get Your Dream !" (Thème du Japon pour la Coupe du Monde de 2006 en Allemagne).
Quant à leur dernier single "Sorafune" (Ending du Drama My Boss, My Hero), il a fait des ventes très impressionnantes. Il s'est vendu à plus de 400 000 copies et s'est classé dans le Top 50 durant les mois qui ont suivi sa sortie.
Comparés à d'autres groupes du Johnny's, les membres de Tokio savent toujours assurer. En effet, on dit que Tokio est au Japon un des seuls groupe qui peut à la fois : chanter, composer leur propre musique et jouer de différents instruments. De plus, ils semblent accorder plus d'importance à la diversité musicale que les groupes tels que "KinKi Kids" ou "SMAP".
En effet, le groupe Tokio propose une musique variée, de la pop en passant par le rock avec parfois quelques morceaux de Guitare Sonnant metal (comme "Daybreak"), quelques ballades ou encore des chansons a cappella dans le style de "Lion Heart".
Le groupe possède également leurs propres émissions télévisées, "Gachinko" et "Za! Testuwan! Dash !!" En plus de cela les cinq membres du groupe ont joué dans plusieurs drama et trois d'entre eux ont même joué dans des films. Le 22 juillet 2020, Tomoya Nagase annonce son départ du groupe, deux ans après celui de Tatsuya Yamaguchi. Les trois membres du groupe restent mais ont décidé de changer leurs activités. Ils ne vont plus se consacrer à la musique, mais créent leur propre boite de production. Cette boite de production reste une succursale du groupe de la Johnny's Entertainment et a pour but d'ouvrir de nouvelles possibilités aux futurs idoles de l'entreprise.

## Discographie

### Albums
Albums studio
Album de reprise
1. Tok10 (1er septembre 2004)

Mini-albums
1. Denkou Sekka (電光石夏) (5 août 1998)
2. Sugar (20 février 2008)

Album de remix
1. Tokio Remix

Compilations
1. Best E.P Selection of Tokio (26 août 1996)
2. Best EP Selection Of Tokio 2 (9 mai 2001)

### Singles
1. Love You Only (21 septembre 1994)
2. Ashita No Kimi O Mamoritai ~ Yamato 2520 (明日の君を守りたい ～Ｙamato 2520) (12 décembre 1994)
3. Uwasa No Kissu (うわさのキッス) (12 avril 1995)
4. Heart Wo Migakukkyanai (ハートを磨くっきゃない) (21 juin 1995)
5. Soko Nashi Love (SokoナシLove) (21 août 1995)
6. Sukisa ~ Ticket To Love ~ (好きさ～ Ticket To Love ～) (21 octobre 1995)
7. Kaze Ni Natte (風になって) (2 décembre 1995)
8. Magic Channel (26 février 1996)
9. Arigatou... Yuuki (ありがとう...勇気) (22 juillet 1996)
10. Everybody Can Do ! (25 novembre 1996)
11. Furarete Genki (フラれて元気) (11 février 1997) - Psychometrer Eiji (Chanson Thème) Julia (28 mai 1997) - Seiji No Mikata (Chanson Thème)
12. Ko No Yubi Tomare! (この指とまれ!) (4 mars 1998)
13. Love & Peace (20 mai 1999) - Love & Peace (Chanson Thème)
14. Kimi Wo Omoutoki (君を想うとき) (17 février 1999)
15. Nandomo Yume No Naka De Kurikaesu Love Song (何度も夢の中でくり返すラブ・ソング) (30 juin 1999)
16. Wasureenu Kimi He (忘れえぬ君へ) (25 août 1999)
17. Ai No Arashi (愛の嵐) (10 novembre 1999) - Psychometrer Eiji 2 (Chanson Thème)
18. Minna De Wahhahha! (みんなでワーッハッハ！) (31 mai 2000)
19. Koi Ni Kizuita Yoru (恋に気づいた夜) (13 septembre 2000)
20. Doitsu Mo Koitsu Mo (どいつもこいつも) (7 mars 2001)
21. Message (メッセージ) (30 mai 2001) - Tengoku Ni Ichiban Chikai Otoko (Chanson Thème)
22. Kanpai !! (カンパイ！！) (8 août 2001)
23. DR (31 octobre 2001) - Handoku (Chanson Thème)
24. Hana Uta (花唄) (6 mars 2002)
25. Green (10 juillet 2002)
26. Ding-Dong (4 décembre 2002) - Yan Papa (Chanson Thème)
27. Ambitious Japan ! (1er octobre 2003)
28. Love Love Manhattan (ラブラブ　マンハッタン) (3 décembre 2003) - Manhattan Love Story (Chanson Thème)
29. Transister G (Glamor) Girl (トランジスタG (グラマー）ガール) (3 mars 2004) - Kanojo Ga Shinjatta (Chanson Thème)
30. Jibun No Tameni (自分のために) (17 novembre 2004) - Nurseman Ga Yuku (Chanson Thème)
31. Boku No Renai Jijyou To Daidokoro Jijyou (僕の恋愛事情と台所事情) (16 novembre 2005) - Mentore G (Chanson Thème)
32. Ashita Wo Mezashite! (明日を目指して!) (7 décembre 2005)
33. Mr. Traveling Man (8 février 2006) - Yaoh (Chanson Thème)- 134,000 Copies Vendues
34. Get Your Dream ! (21 juin 2006) - 66,000 Copies Vendues
35. Sorafune 宙船 (そらふね) (23 août 2006) - My Boss, My Hero (Chanson Thème) - 404,037 Copies Vendues
36. Hikari no Machi (28 mars 2007)- The skull man (Chanson thème)
37. Honjitsu, Mijukumono / Over Drive (15 août 2007)- Juken no kamisama (Chanson thème)
38. Seisyun (28 novembre 2007) - Utahime (Chanson thème)
39. Amagasa / Akireru Kurai Bokura wa Negao (3 septembre 2008)
40. Taiyou to Sabaku no Bara / Subeki Koto (19 août 2009) - Karei naru spy (Chanson thème)
41. Advance / Mata Asa Ga Kuru (3 février 2010) - ROMES (Chanson thème)
42. Haruka (16 juin 2010)
43. NaNaNa (Taiyou Nante Ira ne) (11 août 2010) - Unobore Deka (Chanson thème)
44. PLUS (6 mars 2011) - Disponible uniquement en téléchargement sur Dawengo
45. Miageta Ryuusei (25 mai 2011)
46. Haneda Kuko no Kiseki / KIBOU (羽田空港の奇跡 / KIBOU) [2012.02.29]
47. Lyric (リリック) [2013.02.20]
48. Tegami (手紙) [2013.03.20]
49. Honton Toko / FUTURE (ホントんとこ / FUTURE) [2013.10.30]
50. Love Holidays [2014.05.21]

## Vidéos

### DVD
- Tokio 1999 Live In Nihon Budokan (Tokio 1999 Live In 日本武道館) (29 mars 2000)
- Tokio Video Clips 2000 (29 mars 2000)
- 5 Round (22 mai 2002)
- Tokio Live Tour 2002 “5 Ahead” In Nihon Budokan (Tokio Live Tour 2002 “5 Ahead” In 日本武道館) (7 août 2002)
- 5 Round 2 (19 mai 2004)
- Tokio 10e Anniversaire Live 2004 (12 janvier 2005)
- Boku No Renai Jijo To Daidokoro Jijo (僕の恋愛事情と台所事情) (16 novembre 2005) Édition normale
- Boku No Renai Jijo To Daidokoro Jijo (僕の恋愛事情と台所事情) (16 novembre 2005)
- TOKIO LIVE TOUR+ Plus +& Over 30's world tour (14 septembre 2011)

### Édition limitée
- Tokio Spécial “Gigs” 2006 ~ Get Your Dream ! ~ (22 novembre 2006)
- 5 Round 3 (31 janvier 2007)

### Vidéos
- Tokio Première Video Live : "Bad Boys Bound 95" (23 novembre 1995)
- Tokio Live 1997 + Spécial Bonus Track 1998 (1er avril 1998)
- Tokio 1999 Live In Nihon Budokan (Tokio 1999 Live In 日本武道館) (6 octobre 1999)
- Tokio Vidéo Clips 2000 (29 mars 2000)
- 5 Round (22 mai 2002)
- Tokio Live Tour 2002 "5 Ahead" In Nihon Budokan (Tokio Live Tour 2002 "5 Ahead" In 日本武道館) (7 août 2002)
- 5 Round 2 (19 mai 2004)
- Tokio 10e Anniversaire Live 2004 (17 janvier 2005)

## Performances

### Variétés
- TOKIO Kakeru - TOKIO
- 5LDK - TOKIO
- Mentore G (メントレG) - TOKIO
- The Tetsuwan Dash (鉄腕Dash) - TOKIO
- Ai No Apron (愛のエプロン) - Joshima Shigeru
- R30 - Kokubun Taichi
- The Shonen Club Premium (ザ少年倶楽部プレミアム) - Kokubun Taichi

## Drama

### Tomoya Nagase (長瀬智也)
- Kurokochi
- Nakuna Hara-chan
- Miporin no Ekubo
- Unubore Deka
- Karei naru Spy
- Utahime
- マイ★ボス マイ★ヒーロー (My Boss, My Hero)
- Maru
- Tiger & Dragon (タイガー＆ドラゴン)
- Otouto (弟)
- Kanojo Ga Shinjatta (彼女が死んじゃった)
- Mukodono 2003 (ムコ殿 2003)
- Yan Papa (やんパパ)
- Handoku (ハンドク)
- Big Money! (ビッグマネー！～浮世の沙汰は株しだい～)
- Mukodono (ムコ殿)
- Ikebukuro West Gate Park (池袋ウエストゲートパーク)
- Suna No Ue No Koititotachi (砂の上の恋人たち)
- Ring (リング)
- Love & Eros (ラブとエロス)
- Days
- D & D (Dangerous Angel X Death Hunter)
- Fuzoroi No Ringo Tachi 4 (ふぞろいの林檎たち IV)
- Dear Woman (Dearウーマン)
- Hakusen Nagashi (白線流し)
- Koibito Yo (恋人よ)
- Kakeochi No Susume (カケオチのススメ)
- Saikou No Kataomoi (最高の片想い)
- Ari Yo Saraba (アリよさらば)

### Masahiro Matsuoka (松岡昌宏)
- Musashi
- Yasuko To Kenji
- Yaoh (夜王～Yaoh ～)
- Nurseman Ga Yuku (ナースマンがゆく)
- Manhattan Love Story (マンハッタン ラブストーリー)
- Nurseman (ナースマン)
- Tengoku Ni Ichiban Chikai Otoko 2 (天国に一番近い男 - 教師編)
- Shokatsu
- Psychometrer Eiji 2
- Tengoku Ni Ichiban Chikai Otoko (天国に一番近い男)
- Love And Peace (ラブアンドピース)
- Nurse No Oshigoto 2
- Psychometrer Eiji
- Yuzurenai Yoru (ゆずれない夜)
- Nurse No Oshigoto
- Watashi, Mikata Desu
- Ari Yo Saraba (アリよさらば)

### Kokubun Taichi (国分太一)
- Dandori (ダンドリ)
- Hiroshima Showa 20 Nen 8 Gatsu Muika (広島・昭和２０年８月６日)
- Tokio ~ Chichi E No Dengon ~ (トキオ ~父への伝言～)
- Otousan (おとうさん)
- Omae No Yukichi Ga Naiteiru (お前の諭吉が泣いている)
- Bus Stop (バスストップ)
- Shin Oretachi No Tabi
- Yonigeya Honpo (夜逃げ屋本舗)
- Oshigoto Desu !
- Kenshui Nanako
- Kin No Tamago (金のたまご)
- Seiji No Mikata
- Garasu No Kakeratachi
- Chef (ザシェフ)
- Yagamikun No Katei No Jijou
- Otousan Wa Shinpaisho
- Dousoukai (同窓会)

### Yamaguchi Tatsuya (山口達也)
- Ue Wo Muite Arukou~Sakamoto Kyuu Monogatari (上を向いて歩こう~坂本九物語)
- Hikari To Tomo Ni (光とともに)
- Friends
- Kizu Darake No Onna (傷だらけの女)
- Bancha Mo Debana (番茶も出花)
- D & D (Dangerous Angel X Death Hunter)
- Speeches
- Chonan No Yome 2 ~ Jikka Tengoku (長男の嫁２~実家天国)
- Natsu! Depart Monogatari (夏！デパート物語)
- Uchi Ni Oideyo (部屋においでよ)
- Yoru Ni Dakarete (夜に抱かれて)
- Chonan No Yome ~ The Daughter-In-Law (長男の嫁)
- Dousoukai (同窓会)
- Yuuki

### Joshima Shigeru (城島茂)
- Shin Oretachi No Tabi
- Tenshi No Oshigoto (天使のお仕事)
- Makasete Darling (まかせてダーリン)
- D & D (Dangerous Angel X Death Hunter)

## Radio
- Tokio the Ride - Kokubun Taichi
- Tokio Walker - Yamaguchi Tatsuya
- Kokubun Taichi Radio Box - Kokubun Taichi
- Gotya・Maze ! - Joshima Shigeru
- Tokio Night Club Tko.Tom - Tomoya Nagase
- Tokio Night Club Mabo - Masahiro Matsuoka

## Films
- 2002 : Seoul : Tomoya Nagase
- 2004 : Godzilla: Final Wars : Masahiro Matsuoka
- 2005 : Fantastipo : Kokubun Taichi
- 2005 : Mayonaka No Yaji-San Kita-San : Tomoya Nagase
- 2007 : Shaberedomo Shaberedomo : Kokubun Taichi
- 2007 : Sword of the Stranger : Tomoya Nagase
- 2009 : Heaven's Door : Tomoya Nagase